# Distrito de San Juan (Lucanas)
El distrito de San Juan es uno de los veintiún distritos que conforman la provincia de Lucanas, ubicada en el departamento de Ayacucho, en el Perú.

## Historia
El distrito fue creado mediante Ley Regional n.º 495 del 29 de agosto de 1921. Su capital es el centro poblado de San Juan.
El 21 de junio de 1825 por ley firmada por Hipólito Unanue en reemplazo de Simón Bolívar, se creó la provincia de Lucanas en reconocimiento de los múltiples servicios prestados a la nación y como capital le asignaron a la entonces llamada
Villa de San Juan (hoy San Juan de Lucanas, fue capital hasta 1875 en que la capital se traslada a Puquio) levantándose en ella su Iglesia muestra de ello se tiene hasta la fecha el majestuoso custodio de la iglesia que en sus dimensiones rebasan los
límites natural (1.10 ctms.) de altura y que posiblemente el más grande en el sur
del Perú.

## División administrativa

### Centros poblados
- San Juan, con 712 hab.
- San Juan de Utec, con 388 hab.

Anexo perteneciente al Distrito de San Juan de Lucanas - Ayacucho, lugar donde en los años 80 se explotó la plata, hasta que la empresa dejó de operar en el año 1992, en Utec queda la Hacienda donde vivió parte de su infancia el escritor peruano José María Arguedas, lugar que le serviría de inspiración para escribir AGUA, hoy en día el poblado de Utec se encuentra en abandono, lejos de los años de opulencia que vivió años atrás, solo en la primera quincena de agosto la gente que antaño vivió en esa tierra regresa de lugares muy alejados del Perú a revivir los momentos que vivió años atrás.

## Autoridades

### Municipales
- 2023 - 2026[3]
  - Alcalde: Alips Roberto Canales Pumayauri, de Juntos por el Perú.
  - Regidores:

  1. Felicitas Bautista Rojas (Juntos por el Perú)
  2. Pedro Ore Rojas (Juntos por el Perú)
  3. Rocío Sáez Tutaya (Juntos por el Perú)
  4. José Luis Pumayauri Velásquez (Juntos por el Perú)
  5. Agustina Velasque Simón De Escajadillo  (Partido Democrático Somos Perú)